# Stara Wieś (gromada w powiecie rawskim)
Stara Wieś – dawna gromada, czyli najmniejsza jednostka podziału terytorialnego Polskiej Rzeczypospolitej Ludowej w latach 1954–1972.
Gromady, z gromadzkimi radami narodowymi (GRN) jako organami władzy najniższego stopnia na wsi, funkcjonowały od reformy reorganizującej administrację wiejską przeprowadzonej jesienią 1954 do momentu ich zniesienia z dniem 1 stycznia 1973, tym samym wypierając organizację gminną w latach 1954–1972.
Gromadę Stara Wieś siedzibą GRN w Starej Wsi utworzono – jako jedną z 8759 gromad na obszarze Polski – w powiecie rawskim w woj. łódzkim, na mocy uchwały nr 37/54 WRN w Łodzi z dnia 4 października 1954. W skład jednostki weszły obszary dotychczasowych gromad Chodnów, Chodnów Nowy, Gośliny, Konstantynów, Przyłuski, Przyłuski Nowe, Stara Wieś, Szczuki Duże i Janów (z wyłączeniem wsi Potencjanów) ze zniesionej gminy Stara Wieś w tymże powiecie. Dla gromady ustalono 15 członków gromadzkiej rady narodowej.
1 stycznia 1958 do gromady Stara Wieś przyłączono obszar zniesionej gromady Wola Chojnata.
1 stycznia 1959 z gromady Stara Wieś wyłączono wieś i parcelację Koprzywna włączając je do nowo utworzonej gromady Biała w tymże powiecie.
Gromada przetrwała do końca 1972 roku, czyli do kolejnej reformy gminnej.